# Atretium
Atretium is een geslacht van slangen uit de familie toornslangachtigen en de onderfamilie waterslangen (Natricinae).

## Naam en indeling
Er zijn twee soorten, de wetenschappelijke naam van de groep werd voor het eerst voorgesteld door Edward Drinker Cope in 1853. De slangen werden eerder aan andere geslachten toegekend, zoals Coluber, Tropidonotus, Atretium en Helicops.

### Soorten
Het geslacht omvat de volgende soorten, met de auteur en het verspreidingsgebied.
| Naam                 | Auteur         | Verspreidingsgebied                 |
| -------------------- | -------------- | ----------------------------------- |
| Atretium schistosum  | Daudin, 1803   | Sri Lanka, India, Nepal, Bangladesh |
| Atretium yunnanensis | Anderson, 1879 | China                               |

## Verspreiding en habitat
De slangen komen voor in delen van zuidelijk Azië en leven in de landen China, Sri Lanka, India, Nepal en Bangladesh. De habitat bestaat uit vele verschillende typen draslanden, daarnaast worden de dieren ook in door de mens aangepaste streken zoals irrigatiekanalen en overstroomde akkers aangetroffen.

## Beschermingsstatus
Door de internationale natuurbeschermingsorganisatie IUCN is aan beide soorten een beschermingsstatus toegewezen. De slangen worden beschouwd als 'veilig' (Least Concern of LC).